# Municipio de Söderhamn
Söderhamn (en sueco: Söderhamns kommun) es un municipio de la provincia de Gävleborg, Suecia, en la provincia histórica de Hälsingland. Su sede se encuentra en la localidad de Söderhamn. El municipio actual se creó en 1971 cuando la antigua ciudad de Söderhamn se fusionó con dos municipios rurales adyacentes y partes de un tercero.

## Localidades
Hay diez áreas urbanas (tätort) en el municipio:
| #  | Tätort                 | Población |
| -- | ---------------------- | --------- |
| 1  | Söderhamn              | 12 285    |
| 2  | Ljusne                 | 1993      |
| 3  | Sandarne               | 1664      |
| 4  | Marmaskogen            | 1591      |
| 5  | Bergvik                | 710       |
| 6  | Mohed                  | 512       |
| 7  | Vannsätter             | 429       |
| 8  | Vad, Åsbacka y Långrör | 261       |
| 9  | Vallvik                | 231       |
| 10 | Trönö                  | 208       |

## Demografía

### Desarrollo poblacional
| Gráfica de evolución demográfica de Söderhamn entre 1970 y 2015 |
|                                                                 |
| Fuente: SCB                                                     |

## Ciudades hermanas
Söderhamn esta hermanado o tiene tratado de cooperación con:
- Kunda, Estonia
- Szigethalom, Hungría
- Szczecinek, Polonia
- Brin-Navolok, Rusia
- Jakobstad, Finlandia
- Os, Noruega